# Lista de partidos políticos na Espanha
Esta é uma lista de partidos políticos na Espanha, agrupando partidos de relativa relevância existentes no país.
Espanha conta com um sistema multipartidário, tanto a nível nacional como autónomo ou regional. A nível nacional dominam quatro grandes partidos, o Partido Popular (PP), de centro-direita à direita, o Partido Socialista Operário Espanhol (PSOE), de centro-esquerda, o Podemos, de esquerda à extrema-esquerda, o VOX, de extrema-direita, e o centrista Cidadãos. O PP e o PSOE já obtiveram várias vezes maiorias absolutas tanto no Congresso dos Deputados como no Senado, no entanto, após as eleições gerais de 2015 o Congresso ficou dividido e sem maiorias absolutas, deixando para trás o bipartidarismo (mal chegou a 50% dos votos) e um cenário de pactos.
Em algumas comunidades autónomas, principalmente na Catalunha e no País Basco, os partidos de âmbito autónomo e regional têm uma presença importante na vida política e em várias ocasiões, eles têm sido essenciais para manter maiorias parlamentares do partido no poder.

## Partidos com representação parlamentar

### Representados nas Cortes Gerais
Lista com representados nas Cortes Gerais atualizada em 2025:
| Partido/coligação | Partido/coligação | Partido/coligação                                                             | Ideologia                                                            | Espectro                    | Líder(es)            | Deputados | Senadores | Assentos no Parlamento Europeu | Comunidades autônomas | Municípios      |
| ----------------- | ----------------- | ----------------------------------------------------------------------------- | -------------------------------------------------------------------- | --------------------------- | -------------------- | --------- | --------- | ------------------------------ | --------------------- | --------------- |
|                   |                   | Partido Popular                                                               | Conservadorismo liberal, Monarquismo, Europeísmo                     | Centro-direita à direita    | Alberto Núñez Feijóo | 137 / 350 | 140 / 265 | 22 / 61                        | 452 / 1 258           | 23 412 / 66 979 |
|                   |                   | Partido Socialista Operário Espanhol Partido Socialista Obrero Español        | Social-democracia, Europeísmo                                        | Centro-esquerda             | Pedro Sánchez        | 120 / 350 | 88 / 265  | 20 / 61                        | 354 / 1 258           | 20 784 / 66 979 |
|                   |                   | Vox                                                                           | Ultraconservadorismo, Anti-imigração, Unitarismo, Euroceticismo      | Extrema-direita             | Santiago Abascal     | 33 / 350  | 3 / 265   | 6 / 61                         | 119 / 1 258           | 1 695 / 66 979  |
|                   |                   | Somar Sumar                                                                   | Progressismo, Social-democracia, Política verde                      | Esquerda                    | Ernest Urtasun       | 27 / 350  | 2 / 265   | 3 / 61                         | 38 / 1 258            | 1 995 / 66 979  |
|                   |                   | Esquerda Republicana da Catalunha Esquerra Republicana de Catalunya           | Independentismo catalão, Nacionalismo de esquerda, Social-democracia | Esquerda                    | Oriol Junqueras      | 7 / 350   | 6 / 265   | 1 / 61                         | 33 / 1 258            | 2 903 / 66 979  |
|                   |                   | Juntos pela Catalunha Junts per Catalunya                                     | Partido pega-tudo, Populismo, Independentismo catalão                | Centro-direita              | Carles Piugemont     | 7 / 350   | 3 / 265   | 1 / 61                         | 35 / 1 258            | 2 683 / 66 979  |
|                   |                   | Una-se País Basco Euskal Herria Bildu                                         | Independentismo basco, Nacionalismo de esquerda, Socialismo          | Esquerda                    | Arnaldo Ortegi       | 6 / 350   | 5 / 265   | 1 / 61                         | 30 / 1 258            | 1 399 / 66 979  |
|                   |                   | Partido Nacionalista Basco Euzko Alderdi Jeltzalea Partido Nacionalista Vasco | Nacionalismo basco, Democracia cristã                                | Centro-direita              | Andoni Ortuzar       | 5 / 350   | 5 / 265   | 1 / 61                         | 31 / 1 258            | 986 / 66 979    |
|                   |                   | Podemos                                                                       | Populismo de esquerda, Republicanismo, Não intervencionismo          | Esquerda à extrema-esquerda | Ione Belarra         | 4 / 350   | 0 / 265   | 2 / 61                         | 17 / 1 258            | 1 995 / 66 979  |
|                   |                   | Coligação Canária Coalición Canaria                                           | Regionalismo canário, Centrismo                                      | Centro à centro-direita     | Fernando Clavijo     | 1 / 350   | 1 / 265   | 0 / 61                         | 19 / 1 258            | 304 / 66 979    |
|                   |                   | Coligação Compromisso Coalició Compromís                                      | Nacionalismo valenciano, Republicanismo, Ecossocialismo              | Esquerda                    | Joan Baldoví         | 1 / 350   | 1 / 265   | 1 / 61                         | 15 / 1 258            | 662 / 66 979    |
|                   |                   | Bloco Nacionalista Galego Bloque Nacionalista Galego                          | Nacionalismo galego, Nacionalismo de esquerda, Socialismo            | Esquerda                    | Ana Pontón           | 1 / 350   | 1 / 265   | 1 / 61                         | 19 / 1 258            | 590 / 66 979    |
|                   |                   | União do Povo Navarro Unión del Pueblo Navarro                                | Conservadorismo, Regionalismo navarro, Unionismo espanhol            | Centro-direita à direita    | Javier Esparza       | 1 / 350   | 1 / 265   | 0 / 61                         | 15 / 1 258            | 298 / 66 979    |
|                   |                   | Mais para Maiorca Més per Mallorca                                            | Nacionalismo de esquerda, Socialismo democrático, Política verde     | Esquerda                    | Lluís Apesteguia     | 0 / 350   | 1 / 265   | 0 / 61                         | 4 / 1 258             | 118 / 66 979    |
|                   |                   | Sim ao Futuro Geroa Bai                                                       | Nacionalismo basco, Social-democracia                                | Centro-esquerda             | Uxue Barkos          | 0 / 350   | 1 / 265   | 0 / 61                         | 7 / 50                | 50 / 66 979     |
|                   |                   | Grupo Socialista de Gomera Agrupación Socialista Gomera                       | Insularismo gomera, Social-democracia                                | Centro-esquerda             | Casimiro Curbelo     | 0 / 350   | 1 / 265   | 0 / 61                         | 3 / 1 258             | 34 / 66 979     |
|                   |                   | Grupo Ferreiro Independente Agrupación Herreña Independiente                  | Insularismo ferreiro, Nacionalismo canário, Centrismo                | Centro                      | Narvay Quintero      | 0 / 350   | 1 / 265   | 0 / 61                         | 1 / 70                | 9 / 66 979      |

### Representados em parlamentos regionais
Lista com representados nos parlamentos regionais atualizada em 2025:
| Partido/coligação | Partido/coligação | Partido/coligação                                                              | Ideologia                                                                     | Espectro                    | Líder(es)            | Comunidades autônomas | Comunidades autônomas | Região                |
| ----------------- | ----------------- | ------------------------------------------------------------------------------ | ----------------------------------------------------------------------------- | --------------------------- | -------------------- | --------------------- | --------------------- | --------------------- |
|                   |                   | Espanha Vazia España Vaciada                                                   | Localismo, Agrarianismo, Antidepopulação                                      |                             | Tomás Guitarte       | 6 / 1 258             | 262 / 66 979          |                       |
|                   |                   | Adiante Andaluzia Adelante Andalucía                                           | Nacionalismo andaluzio, Populismo de esquerda, Anticapitalismo                | Esquerda à extrema-esquerda | Teresa Rodríguez     | 2 / 109               | 8 / 9 067             | Andaluzia             |
|                   |                   | Partido Aragão Partido Aragonés                                                | Regionalismo aragão, Centrismo                                                | Centro                      | Alberto Izquierdo    | 1 / 67                | 334 / 4 155           | Aragão                |
|                   |                   | Junta Aragonesista Chunta Aragonesista                                         | Nacionalismo aragão, Ecossocialismo, Republicanismo                           | Esquerda                    | Joaquín Palacín      | 3 / 67                | 131 / 4 155           | Aragão                |
|                   |                   | Fórum Astúrias Foro Asturias                                                   | Regionalismo asturiano, Liberalismo, Europeísmo                               | Centro à centro-direita     | Carmen Moriyón       | 1 / 45                | 38 / 928              | Astúrias              |
|                   |                   | Mais para Menorca Més per Menorca                                              | Nacionalismo de esquerda, Socialismo democrático, Política verde              | Esquerda                    | Manel Martí          | 2 / 59                | 20 / 66 979           | Ilhas Baleres         |
|                   |                   | A União de Formentera Sa Unió de Formentera                                    | Regionalismo balear, Conservadorismo liberal, Europeísmo                      | Centro-direita              | Llorenç Córdoba      | 1 / 59                | 9 / 66 979            | Ilhas Baleres         |
|                   |                   | Nova Canárias–Bloco Canário Nueva Canarias–Bloque Canarista                    | Nacionalismo canário, Social-democracia                                       | Centro-esquerda à esquerda  | Román Rodríguez      | 5 / 70                | 105 / 66 979          | Ilhas Canárias        |
|                   |                   | Partido Regionalista de Cantábria Partido Regionalista de Cantabria            | Regionalismo cântabro, Centrismo                                              | Centro                      | Miguel Ángel Revilla | 8 / 35                | 298 / 1 041           | Cantábria             |
|                   |                   | União do Povo Leonês Unión del Pueblo Leonés                                   | Regionalismo leonês, Autonomia                                                |                             | Luis Mariano Santos  | 3 / 81                | 234 / 5 194           | Castela e Leão (Leão) |
|                   |                   | Candidatura de Unidade Popular Candidatura d'Unitat Popular                    | Independentismo catalão, Socialismo, Anticapitalismo                          | Esquerda à extrema-esquerda | Mireia Vehí          | 4 / 135               | 313 / 15 837          | Catalunha             |
|                   |                   | Aliança Catalã Aliança Catalana                                                | Independentismo catalão, Populismo de direita, Nativismo                      | Direita à extrema-direita   | Sílvia Orriols       | 2 / 135               | 8 / 9 139             | Catalunha             |
|                   |                   | Movimento por Dignidade e Cidadania Movimiento por la Dignidad y la Ciudadanía | Autonomia ceuta, Regionalismo, Interculturalismo, Progressismo                | Esquerda                    | Fatima Hamed         | 3 / 25                | 3 / 25                | Ceuta                 |
|                   |                   | Ceuta Já! Ceuta Ya!                                                            | Socialismo democrático, Autonomia ceuta                                       | Esquerda                    | Mohamed Mustafa      | 2 / 25                | 2 / 25                | Ceuta                 |
|                   |                   | Coligação por Melilha Coalición por Melilla                                    | Social-democracia, Regionalismo melilhense, Direitos de muçulmanos e berberes | Centro-esquerda             | Mustafa Aberchán     | 5 / 25                | 5 / 25                | Melilha               |
|                   |                   | Somos Melilha Somos Melilla                                                    | Regionalismo melilhense                                                       | Centro                      | Amin Azmani          | 1 / 25                | 1 / 25                | Melilha               |

### Representados apenas no Parlamento Europeu
O Acabou a Festa (Se Acabó La Fiesta) foi fundado pouco antes das eleições de 2024 para o Parlamento Europeu e conquistou três assentos. Contudo, é considerado um grupo de eleitores e não um partido político oficial.

## Partidos sem representação

### Partidos com um único propósito
- Partido do Carma Democrático (Partido del Karma Democrático) (2000–present)
- Partido da Internet (Partido de Internet) (2009–presente)
- Assentos em Branco (Escaños en Blanco) (2010–presente)
- Partido X (2012–presente)
- Partido Ibérico

### Partidos comunistas
- Unificação Comunista da Espanha (Unificación Comunista de España) (1973–presente)
- Partido Comunista Operário Espanhol (Partido Comunista Obrero Español) (1973–presente)
- Partido Operário Revolucionário (Partido Obrero Revolucionario) (1974–presente)
- Partido Operário Socialista Internacionalista (Partido Obrero Socialista Internacionalista) (1980–presente)
- Partido Comunista dos Povos da Espanha (Partido Comunista de los Pueblos de España) (1984–presente)
- Anticapitalistas (1995–presente)
- Luta Internacionalista (Lucha Internacionalista) (1999–presente)
- Corrente Vermelha (Corriente Roja) (2002–presente)
- Partido Comunista da Espanha (Marxista-Leninista) (Partido Comunista de España (marxista-leninista)) (2006–presente)
- Partido Marxista-Leninista (Reconstrução Comunista) (Partido Marxista-Leninista (Reconstrucción Comunista)) (2014–presente)
- Esquerda Revolucionária Anticapitalista (Izquierda Anticapitalista Revolucionaria) (2015–presente)
- Corrente Revolucionária dos Trabalhadores e Trabalhadoras (Corriente Revolucionaria de Trabajadores y Trabajadoras) (2017–presente)
- Esquerda Revolucionária (Izquierda Revolucionaria) (2017–presente)
- Partido Comunista dos Trabalhadores da Espanha (Partido Comunista de los Trabajadores de España) (2019–presente)

### Partido de esquerda
- Frente Operária (Frente Obrera) (2018–presente)
- Por um Mundo Mais Justo (Por un Mundo Más Justo) (2004–presente)
- Zero Cortes (Recortes Cero) (2014–presente)
- Atua (Actúa) (2017–presente)
- Alternativa Republicana (Alternativa Republicana) (2013–presente)
- Partido Humanista (Partido Humanista) (1984–presente)
- Partido Carlista (1970–presente)
- Iniciativa Socialista de Esquerda (Iniciativa Socialista de Izquierdas) (2002–presente)
- Nova Esquerda Verde (Nueva Izquierda Verde)
- Solidariedade e Autogestão Internacionalista (Solidaridad y Autogestión Internacionalista) (2004–presente)

### Partidos progressistas
- Partido Animalista com o Meio Ambiente (Partido Animalista Con el Medio Ambiente) (2003–presente)
- Os Verdes–Grupo Verde (Los Verdes–Grupo Verde) (1994–presente)
- Confederação dos Verdes (Confederación de los Verdes) (1984–presente)
- Partido Cannabis (2003–presente)
- Os Verdes Ecopacifistas (Los Verdes Ecopacifistas) (1988–presente)
- Esquerda Espanhola (Izquierda Española) (2023–presente)

### Partidos liberais
- Cidadãos - Partido da Cidadania (Ciudadanos-Partido de la Ciudadanía) (2006–presente)
- Partido Libertário (2009–presente)
- Volt Espanha (Volt España) (2018–presente)
- Fórum Centro e Democracia (Foro Centro y Democracia) (2009–presente)

### Partidos conservadores
- Partido Família e Vida (Partido Familia y Vida) (2002–presente)
- Comunhão Tradicionalista Carlista (Comunión Tradicionalista Carlista) (1986–presente)

### Partidos ultranacionalistas
- Falange Espanhola das JONS (Falange Española de las JONS) (1976–presente)
- Movimento Católico Espanhol (Movimiento Católico Español) (1981–presente)
- Democracia Nacional (1995–presente)
- Partido Nacional dos Trabalhadores (Partido Nacional de los Trabajadores) (1999–presente)
- Espanha 2000 (España 2000) (2002–presente)
- Falange Autêntica (2002–presente)
- Alternativa Espanhola (2003–presente)
- Aliança Nacional (Alianza Nacional) (2006–presente)
- Partido por Liberdade (Partido por la Libertad) (2013–presente)
- Fazer Nação (Hacer Nación) (2020–presente)